# Gau-Bickelheim
Gau-Bickelheim est une municipalité allemande située dans le land de Rhénanie-Palatinat et l'arrondissement d'Alzey-Worms.

## Histoire
Le mémorialiste Saint-Simon écrit "Ce fut dans le loisir de ce long camp de Gau-Böckelheim que je commençai ces Mémoires". La Pléiade édition 1959, p. 189. Ceci durant la Guerre de la Ligue d'Augsbourg, en 1694. Gau-Böckelheim est un ancien nom de Gau-Bickelheim.

## Source
- (de) Cet article est partiellement ou en totalité issu de l’article de Wikipédia en allemand intitulé « Gau-Bickelheim » (voir la liste des auteurs).